# Genetaska Macula
La Genetaska Macula è una struttura geologica della superficie di Titano.